# Josef Chaloupka (fotbalista)
Josef Chaloupka (* 16. února 1979) je bývalý český fotbalista, útočník. 

## Fotbalová kariéra
V české lize hrál za SK Hradec Králové. Nastoupil v jediném ligovém utkání posledního kola ročníku 1999/2000 proti Příbrami. V nižších soutěžích hrál za rezervní tým SK Hradec Králové.

## Ligová bilance
| Ročník                         | Zápasy | Góly | Klub                  |
| ------------------------------ | ------ | ---- | --------------------- |
| Česká fotbalová liga 1998/1999 | -      | 0    | SK Hradec Králové „B“ |
| Česká fotbalová liga 1999/2000 | -      | 1    | SK Hradec Králové „B“ |
| Gambrinus liga 1999/2000       | 1      | 0    | SK Hradec Králové     |
| Česká fotbalová liga 2000/2001 | -      | 0    | SK Hradec Králové „B“ |
| Česká fotbalová liga 2001/2002 | -      | 0    | SK Hradec Králové „B“ |
| CELKEM 1. česká liga           | 1      | 0    |                       |